# HMS Curlew (D42)
«Келью» (D42) (англ. HMS Curlew (D42) — військовий корабель, легкий крейсер типу «C» підкласу «Сіерез» Королівського військово-морського флоту Великої Британії за часів Першої та Другої світових воєн.

## Історія створення
«Келью» був закладений 21 серпня 1916 року на верфі компанії Vickers Limited у Барроу-ін-Фернесі. 5 липня 1917 року спущений на воду, а 14 грудня 1917 року увійшов до складу Королівських ВМС Великої Британії.

## Історія служби
Крейсер брав участь у бойових діях на морі в Першій світовій, Громадянській війні в Росії та в Другій світовій війнах. Під час Першої світової бився у Північному морі, у часи Громадянської війни в Росії залучався до підтримки дій британського флоту на Балтиці. У період Другої світової нетривалий час залучався до ведення воєнних дій у Північній Атлантиці, супроводжував конвої.
У квітні 1940 року включений до сил британського флоту, що діяли під час вторгнення німецького вермахту до Норвегії. 26 травня 1940 року потоплений німецькими бомбардувальниками Ju 88 KG 30 поблизу Уфут-фіорду біля Нарвіку.